# 楊光向
楊光向（越南语：／，？—？），越南阮朝大臣，同慶帝佑天純皇后楊氏熟之父。
楊光向是承天府富祿縣人，父親是楊光賜。生平事跡不詳。啟定二年（1917年）正月，啟定帝追贈嫡母皇太后阮有氏嫻、生母皇太妃楊氏熟母族。贈楊光向為壯武將軍都統府都統掌府事富祿郡公（越南语：／），夫人阮氏美為一品富祿郡公夫人，並追贈賜諡以前四代。啟定八年十二月七日（1924年1月12日），因為楊氏熟十月晉尊為坤儀皇太后，啟定帝再追贈楊光向為富國公（越南语：／），夫人阮氏美為極品富國公夫人，楊光賜為壯武將軍都統府都統集禩侯。
在越南順化市安舊河畔，依然保留著富國公祠。

## 家庭
- 夫人 極品夫人阮氏美
- 女兒 佑天純皇后楊氏熟